# Sociologia clinica
La sociologia clinica è un indirizzo della sociologia, nato negli Stati Uniti negli anni '20, che studia i possibili miglioramenti dei comportamenti assunti dai singoli individui all'interno delle loro condizioni sociali, soprattutto se comportamenti problematici, per il miglioramento dei singoli soggetti all'interno della loro comunità. 

## Origine e sviluppo
Il termine è stato inventato nel 1929 dal patologo Milton C. Winternitz che propose una specializzazione di clinical sociology alla Yale University, di cui era preside; nell'ambito degli studi statunitensi la clinical sociology si distingue dalla applied sociology (sociologia applicata). 

Il primo corso universitario di sociologia clinica è stato svolto da Ernest Burgess, studioso della scuola di Chicago, nel 1931, approfondendo in particolare le applicazioni nei casi di patologia criminale; questo aspetto della disciplina era analizzato anche da Louis Wirth, della stessa scuola sociologica, in particolare sulla delinquenza giovanile, nel suo saggio Clinical sociology (American Journal of Sociology n.37, 1931). La scuola di Chicago e il pensiero di alcuni sociologi europei come Marcel Mauss, secondo Jan M. Fritz hanno influenzato il pensiero della sociologia clinica di oggi..
Vi sono studi sui rapporti tra sociologia clinica e concetto di mediazione, o nei sistemi socio-sanitari; si è sviluppato anche da parte di sociologi clinici e applicati lo studio della Public Sociology.
La Clinical Sociology Association (poi Sociological Practice Association) nasce nel 1976 proprio sulle concezioni teoriche di Wirth, in stretto legame con l'aumento negli Stati Uniti dei corsi universitari in  questa disciplina.
In Italia, quello di "sociologo clinico" non è un ruolo professionale previsto o normato dal legislatore.